# Großer Geiger
Großer Geiger är ett berg i Österrike. Det ligger i distriktet Lienz och förbundslandet Tyrolen, i den centrala delen av landet. Toppen på Großer Geiger är 3 360 meter över havet, eller 299 meter över den omgivande terrängen.
Den högsta punkten i närheten är Großvenediger, 3 662 meter över havet, 3,3 km nordost om Großer Geiger.
Trakten runt Großer Geiger består i huvudsak av kala bergstoppar och isformationer.